# Dariusz Grabowski
Dariusz Maciej Grabowski (ur. 28 sierpnia 1950 w Warszawie) – polski ekonomista i polityk, nauczyciel akademicki, poseł na Sejm III i IV kadencji, kandydat w wyborach prezydenckich w 2000, od 2004 do 2009 deputowany do Parlamentu Europejskiego.

## Życiorys
Ukończył w 1973 studia na Wydziale Nauk Ekonomicznych Uniwersytetu Warszawskiego, a od 1977 do 1989 pracował na tej uczelni, w 1978 obronił doktorat. Po 1989 prowadził prywatną działalność gospodarczą.
W 1980 współtworzył NSZZ „Solidarność” na UW, a następnie współpracował z jej podziemnymi strukturami. Na początku lat 90. był doradcą ekonomicznym rządu Jana Olszewskiego.
W 1997 został posłem III kadencji z ramienia Ruchu Odbudowy Polski, w trakcie kadencji odszedł z partii i organizował własne ugrupowanie pod nazwą Stronnictwo Polska Racja Stanu (powstałe w 2000). Bez powodzenia startował w wyborach prezydenckich w 2000 jako kandydat grupującej małe ugrupowania Koalicji dla Polski (zajął 9. miejsce, uzyskując niespełna 90 tysięcy głosów, tj. 0,51% poparcia). W 2001 uzyskał po raz drugi mandat poselski na Sejm IV kadencji z listy Polskiego Stronnictwa Ludowego, jako przedstawiciel SPRS (otrzymał 5022 głosów). W listopadzie tego samego roku wystąpił z klubu parlamentarnego PSL.
W 2002 przystąpił do Ligi Polskich Rodzin, z listy której, otrzymawszy 42 006 głosów w wyborach w 2004, został posłem do Parlamentu Europejskiego. W 2005 odszedł z LPR. Należał do frakcji Niepodległość i Demokracja, później przeszedł do Unii na rzecz Europy Narodów. W marcu 2006 został wiceszefem ugrupowania Forum Polskie, które wkrótce wykreślone zostało z ewidencji partii politycznych. W październiku 2008 był współzałożycielem nowej partii pod nazwą Ruch Społeczny Naprzód Polsko.
W 2009 znalazł się na liście KW Libertas w wyborach do Parlamentu Europejskiego w okręgu wyborczym Mazowsze. Komitet nie przekroczył progu wyborczego, a Dariusz Grabowski zdobył w głosowaniu 6244 głosy. 30 maja tego samego roku, wraz z prezesem Naprzód Polsko Januszem Dobroszem, w wyniku decyzji o starcie z list Libertas, został wykluczony z partii.
W wyborach parlamentarnych w 2011 bez powodzenia kandydował do Sejmu z listy komitetu wyborczego Prawica, jako bezpartyjny przedstawiciel Prawicy Rzeczypospolitej. W 2012 podjął współpracę z nieformalnym wówczas Ruchem Narodowym. Został też prezesem zarządu Stowarzyszenia Klub Inteligencji Polskiej.
W 2014 przystąpił do Kongresu Nowej Prawicy, zostając liderem tej partii w Płocku, a w 2015 dołączył do nowo powołanego ugrupowania KORWiN. W tym samym roku został członkiem zarządu Związku Polskich Parlamentarzystów. Przed wyborami parlamentarnymi w 2015 opuścił KORWiN, wystartował do Senatu w okręgu radomskim z ramienia ruchu Kukiz’15. Zajął 3. miejsce spośród 7 kandydatów.
W 2019 założył partię Polska Nas Potrzebuje (według informacji na stronie internetowej ugrupowania jej inicjatorem był też syn Witolda Pileckiego Andrzej Pilecki, który jednak zaprzeczył informacjom o związkach z partią). W wyborach parlamentarnych w 2019 Dariusz Grabowski kandydował bez powodzenia do Sejmu z listy Polskiego Stronnictwa Ludowego (w ramach Koalicji Polskiej) w okręgu radomskim. PNP została wyrejestrowana w 2023. W tym samym roku Dariusz Grabowski współtworzył partię Ruch Jedności Polaków, obejmując w niej funkcję skarbnika. Został także jednym z organizatorów Polskiego Samorządu Gospodarczego. W wyborach prezydenckich w 2025 został członkiem komitetu poparcia Artura Bartoszewicza.